# エラリー・クイーンの冒険
『エラリー・クイーンの冒険』（エラリー・クイーンのぼうけん、The Adventure of Ellery Queen ）は、1934年に刊行されたエラリー・クイーンの推理小説短編集。

## 収録作品

### アフリカ旅商人の冒険（The Adventure of the African Traveler）
- 多重解決

### 首つりアクロバットの冒険（The Adventure of the Hanging Acrobat）
- ホワイ・ダニット。現場にある多数の凶器を使わなかった理由。

### 1ペニー黒切手の冒険（The Adventure of the One-Penney Black）
- 盗品の隠し場所

### ひげのある女の冒険（The Adventure of the Bearded Lady）
- 財産をもった未亡人が死亡するが、前妻の二人の子供ではなく、遠縁の姪とかかりつけの医師に遺産を残す。その医師も絵を描いている最中に殺されるが、絵の中の女性には髭が描かれていた。

### 三人のびっこの男の冒険（The Adventure of the Three Lame Men）
- 誘拐殺人

### 見えない恋人の冒険（The Adventure of the Invisible Lover）
- 容疑者の救出

### チークのたばこ入れの冒険（The Adventure of the Teakwood Case）
- 犯人あてとその根拠

### 双頭の犬の冒険（The Adventure of the Two-Headed Dog）
- 密室

### ガラスの丸天井付時計の冒険（The Adventure of the Glass-Domed Clock）
- 骨董店の主人が殺されたが、手に二つのものを握っていた。ガラスの丸天井付き時計と紫水晶は一体誰を示しているのか？クイーン得意の ダイイング・メッセージもの。

### 七匹の黒猫の冒険（The Adventure of the Seven Black Cats）
- ミス・ディレクション

### 奇妙なお茶会の冒険（The Mad Tea Party）[1]
- 見えない手がかり

## 備考
- 第11話「奇妙なお茶会の冒険」は『刑事コロンボ』原作者リチャード・レビンソンとウイリアム・リンクによるTVドラマ『エラリー・クイーン』の23話として映像化されている[2]。

## 書誌情報
- 『エラリー・クイーンの冒険』（井上勇訳、東京創元社 創元推理文庫、1961年）、59版（新装版1996年）
- 『エラリー・クイーンの冒険　新訳版』（中村有希訳、東京創元社 創元推理文庫、2018年）ISBN 448-8104428
  - 第二短編集『新冒険』も 井上勇訳、1961年。新訳版 中村有希訳、2020年、ISBN 448-8104444